# 뉴질랜드 영어
뉴질랜드 영어(New Zealand English, NZE, en-NZ)는 뉴질랜드에서 쓰이는 영어이다. 호주 영어와 유사하다. 

## 같이 보기
- 오스트레일리아 영어
- 남아프리카 영어